# 写真家一覧
写真家一覧（しゃしんかいちらん）は、著名なプロ・アマチュア写真家の50音順一覧である。
なお日本の写真家一覧については「日本の写真家一覧」を参照。

## あ行

### アイルランド
- ジェームズ・ラファイエット (写真家)
- B+
- メイベル・ベント

### アメリカ
- アート・ケイン
- アンセル・アダムス
- アルフレッド・アイゼンスタット
- アルフレッド・スティーグリッツ
- アルフレッド・ワートハイマー Alfred Wertheimer
- イヴ・アーノルド
- ヴィヴィアン・マイヤー
- ウィリアム・ウェグマン
- ウォーカー・エバンス
- エドワード・ウェストン
- サリー・マン
- ジョエル＝ピーター・ウィトキン
- ジェームズ・ウォレス・ブラック
- ジェリー・ユルスマン
- ジェリー・ユルズマン
- ジョージ・マサ
- スーザン・メイゼラス
- ダイアン・アーバス
- デニス・ストック
- ベレニス・アボット
- マン・レイ
- ユージン・スミス
- ロバート・メイプルソープ
- ロバート・コーネリアス
- カール・ヴァン・ヴェクテン
- ジョー・ローゼンタール
- マーガレット・バーク＝ホワイト
- デビッド・ラシャペル
- リチャード・アヴェドン
- シンディ・シャーマン
- ハーブ・リッツ
- フランシス・ジョセフ・ブリュギエール
- イモージン・カニンガム
- ローラ・ギルピン
- ロッテ・ヤコビ
- ジョージ・プラット・ラインス
- ティナ・モドッティ
- ポール・アウターブリッジ・ジュニア
- チャールズ・シーラー
- ラルフ・スタイナー
- フローレンス・アンリ
- ハリー・キャラハン
- ドロシア・ラング
- ハンナ・ウィルケ
- ケビン・ウエステンバーグ
- ウイリアム・ゴッドリーブ
- ベッツィ・シュナイダー
- ジョン・ウィリー
- ジョック・スタージェス
- トーマス・E・フランクリン
- スティーヴン・マイゼル（スティーブン・マイゼル）
- リンダ・マッカートニー
- リチャード・ムリアン
- デュアン・マイケルズ
- アレクサンダー・リーバーマン
- ウィリアム・クライン
- アーヴィング・ペン
- ディッキー・チャペル
- ルイス・ハイン
- アルヴィン・ラングダン・コバーン
- ヘレン・レヴィット
- リゼット・モデル
- アーロン・シスキンド
- フレデリック・ソマー
- エルンスト・ハース
- アニー・リーボヴィッツ
- ウィージー
- カール・ストラス
- ゴードン・パークス
- クラレンス・H・ホワイト
- リー・フリードランダー
- ルイーズ・ダール＝ウォルフ
- リリアン・バスマン
- ルイス・フォア
- クリフォード・コフィン
- フランシス・マクローリン＝ギル
- ハーマン・ランショフ
- リー・ミラー
- テリー・リチャードソン
- ライアン・マッギンレー Ryan McGinley
- サトキ・ナガタ
- ロドニー・ルイス・スミス

### イギリス
- デイヴィッド・ハミルトン
- ショーン・エリス
- ロジャー・フェントン
- パメラ・ハンソン
- セシル・ビートン
- ロン・オリヴァー
- ルイス・キャロル
- ウィリアム・ヘンリー・フォックス・タルボット
- エドワード・マイブリッジ
- ジェラルド・マンコヴィッツ
- ジョージ・ロジャー
- ジュリア・マーガレット・カメロン
- マーティン・パー Martin Parr
- マイケル・ケンナ
- クリス・スティール＝パーキンス
- ドン・マッカラン

### イタリア
- オリビエーロ・トスカーニ
- ガウデンツィオ・マルコーニ - 主にフランスで活動。芸術的ヌード写真で知られる。
- マッシモ・ヴィターリ
- フランク・ホーヴァット

### インド
- ラグ・ライ

### ウクライナ
- マクシム・レヴィン

### オーストリア
- インゲ・モラス
- ヘルベルト・バイヤー
- ハインリヒ・ハラー
- ハインリヒ・キューン

## か行

### カナダ
- ユーサフ・カーシュ
- ロイ・キヨオカ

### 韓国
- 최민식 (Choi, Min-Sik, 1928-): ドキュメンタリー系
- 성두경 (Seong, Du-Kyung, 1915-1986): ドキュメンタリー系
- 김광석 (Kim, Kwang-Seok, 1921-1990): ドキュメンタリー系
- 김한용 (Kim, Han-Yong, 1924-): ドキュメンタリー系
- 서순삼 (Seo, Soon-Sam, 1899-): ドキュメンタリー系
- 이경모 (Lee, Kyong-Mo, 1926-): ドキュメンタリー系
- 이해문 (Lee, Hae-Moon, ): ドキュメンタリー系
- 임석제 (Lim, Suk-Je, 1918-): ドキュメンタリー系
- 현일영 (Hyun, Il－Young, 1922－1975): 静物系
- 朱埈鏞 (junyong, ju, 1966－)

### キューバ
- アルベルト・コルダ

## さ行

### スイス
- ルネ・ブリ
- ワーナー・ビショフ

### スペイン
- マリアノ・グルエイロ

## た行

### 中国・台湾・香港
- 劉半農（Liu Ban Nong; ）

社会的なドキュメンタリー写真を中心として撮影した。
- 張印泉（Zhang Yin Quan; ）

ヨーロッパ風の当時の新感覚を、ドキュメンタリー写真に取り入れたといわれる。
- 郎静山（Lang Jing Shan; 1892年-1995年?）

水墨画といってもいいような、風景写真を多く撮影した。（、、、、）
- 邱良（Yau Leung）

香港の1960年代写真(Time Magazine、Picture This Yau Leung）
- 劉香成 (Liu Heung Shing)

中国の1980年代写真、ピューリッツァー賞1992年写真部門受賞者。
- 鐘文略 (Chung Man Lurk)

香港の植民地時代写真有名。
- 曾顯華 （Arthur Tsang Hin Wah）

Tank Man撮影され。

### チェコ
- フランチシェク・ドルチコル
- ヤン・ソーデック
- ヨゼフ・スデック
- ヨゼフ・コウデルカ
- ルチア・モホリ
- イルジ・ルージェク

### ドイツ
- アンドレアス・グルスキー
- ヴォルフガング・ティルマンス Wolfgang Tillmans
- ヘルムート・ニュートン
- レニ・リーフェンシュタール
- エレン・フォン・アンワース
- カール・ブロスフェルト
- アーウィン・ブルーメンフェルド
- ラウル・ハウスマン
- ジョン・ハートフィールド
- ハンナ・ヘッヒ
- ホルスト・P・ホルスト
- アルベルト・レンガー＝パッチュ
- クリスチャン・シャド
- ウンボ
- ジェルメーヌ・クルル
- オットマール・アンシュッツ
- ヴォルス
- ハインツ・ジールマン
- ハンス・ベルメール
- ピーター・リンドバーグ
- ハーバート・リスト
- ゲルダ・タロー
- ルドルフ・デュールコープ
- ユルゲン・テラー Jürgen Teller

## は行

### ハンガリー
- アンドレ・ケルテス（ケルテース・アンドル）
- ブラッシャイ
- マーティン・ムンカッチ
- モホリ＝ナジ・ラースロー
- ロバート・キャパ

### フランス
- ジャン・アジェロウ
- アンリ・カルティエ＝ブレッソン
- ウジェーヌ・アジェ
- エリオット・アーウィット
- イリナ・イオネスコ
- イジス
- ガブリエル・ヴェール
- アンドレ・ダースト
- ルイ・ジャック・マンデ・ダゲール
- モーリス・タバール
- ロベール・ドアノー（ロベール・ドワノー）
- レイモン・ドゥパルドン
- フェリックス・ナダール
- ニセフォール・ニエプス
- ピエール・ブーシェ
- ジャック・ブーブロン
- ジゼル・フロイント
- ジャック＝アンドレ・ボワファール（ジャック＝アンドレ・ボワッファールからリダイレクト）
- ドラ・マール
- アドルフ・ド・メイヤー
- ジャック＝アンリ・ラルティーグ
- エリ・ロタール
- ウィリー・ロニ（ウイリー・ロニ、ウィリー・ロニス、ウイリー・ロニス）

### ベルギー
- ラウル・ユバック

### ポーランド
- デヴィッド・シーモア
- ヤン・ブウハク（Jan Bułhak, 1876年-1950年）
- ボレスワフ・ガルドゥルスキ（Bolesław Gardulski, 1885年-1961年）
- エドヴァルト・ハルトフィク（Edward Hartwig, 1909年-2003年）
- ヤン・アロイズィ・ノイマン（Jan Alojzy Neuman, 1900年-1941年）
- スタニスワフ・イグナツィ・ヴィトキェーヴィチ（ヴィトカツィ）（Stanisław Ignacy Witkiewicz (Witkacy), 1885年-1939年）
- ミェチスワフ・シュチュカ（Mieczysław Szczuka, 1898年-1927年）
- カロル・ヒレル（Karol Hiller, 1891年-1939年）
- ステファン・テメルソン（Stefan Themerson, 1910年-1988年）
- ヤヌシュ・マリア・ブジェスキ（Janusz Maria Brzeski, 1907年-1957年）
- カジミェシュ・ポトサデツキ（Kazimierz Podsadecki, 1904年-1970年）
- アレクサンデル・クシヴォブウォツキ（Aleksander Krzywobłocki, 1901年-1979年）
- ベネディクト・イェジィ・ドリス（ロッテンベルク）（Benedykt Jerzy Dorys (Rotenberg), 1901年-1990年）
- ステファン・キェウシュニャ（Stefan Kiełsznia, 1911年-1987年）
- ユゼフ・シマンチク（Józef Szymańczyk, 1909年-2003年）
- ヘンリク・ロス（Henryk Ross, 1910年-1991年）
- ユリア・ピロット（旧姓ディアメント）（Julia Pirotte (neé Diament), 1907年-2000年）
- フェリクス・ウコフスキ（Feliks Łukowski, 1919年-1985年）

## ま～わ行

### 南アフリカ
- ケビン・カーター

### メキシコ
- マヌエル・アルバレス・ブラボ

### ロシア・ソ連
- ジョージ・ホイニンゲン＝ヒューン
- エル・リシツキー
- アレクサンドル・ロトチェンコ
- グスタフ・クルーツィス
- セルゲイ・プロクジン＝ゴルスキー